# Bonin-Flughund
Der Bonin-Flughund (Pteropus pselaphon, auf Japanisch auch オガサワラオオコウモリ Ogasawara ōkōmori genannt, was Ogasawara-Riesenfledermaus bedeutet) ist eine in Japan endemische Art der Flughunde. Die Art ist durch zunehmenden Verlust ihres Lebensraumes auf der IUCN-Liste gefährdeter Arten als „stark gefährdet“ eingestuft worden.

## Merkmale
Das Fell weist schwarze und bräunliche Töne auf, die vereinzelt von silbrigen Haarspitzen gesäumt werden. Die Behaarung erstreckt sich über fast die gesamte dorsale Seite und etwa zur Hälfte über die ventrale Seite der Flughaut. Am Körper legt sich das Fell glatt an und wird zu Kopf, Hals und Schultern hin gekraust.
Die Körperlänge von der Nasenspitze bis zum Ende der Flughaut beträgt im Schnitt 254 mm, ausgebreitet erstrecken sich die Flügel auf eine Spannweite von 787 mm. Die Unterarme messen etwa 132 bis 143 mm, bei jungen Exemplaren beträgt die Länge unter 125 mm. Ein durchschnittliches Exemplar bringt 403 bis 587 g Körpergewicht auf die Waage.
Die Lebensdauer in Gefangenschaft wird mit bis zu 16 Jahren angegeben.

## Lebensraum und Gefährdung

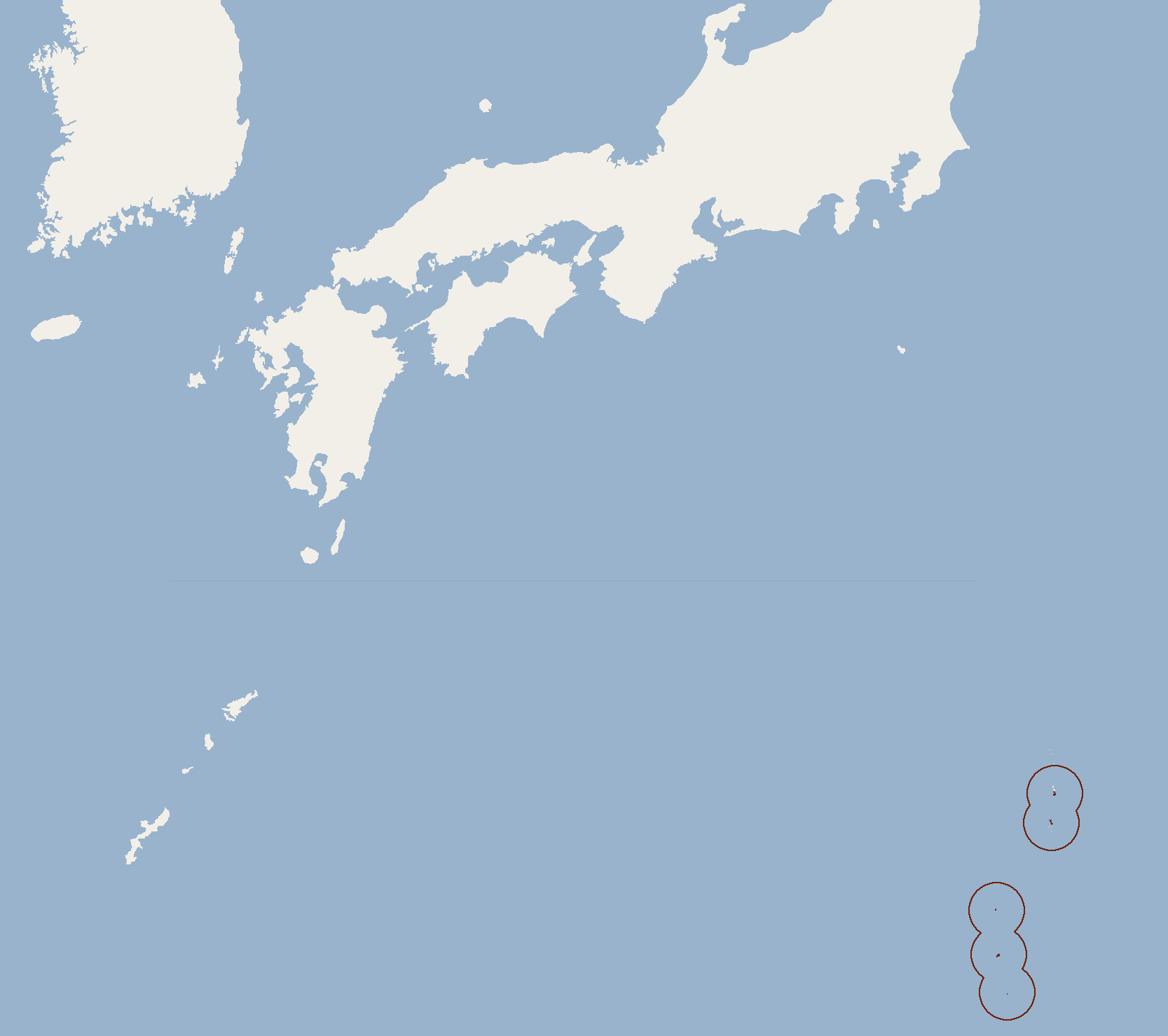
Verbreitungsgebiet des Bonin-Flughundes in Japan.

Der Bonin-Flughund kommt lediglich auf den Ogasawara-Inseln (darunter den namensgebenden Bonin-Inseln) Japans vor, und dort nur auf den Inseln Chichi-jima und Haha-jima sowie auf Kita-Iwojima, Iwojima und Minami-Iwojima. Es handelt sich somit um eine der am nördlichsten lebenden Spezies der Flughunde. Auf besagten Inseln lebt er in subtropischen Wäldern, welche oftmals inmitten steiler Hügel liegen.
1969 wurde der Flughund nach japanischem Gesetz auf die Liste der natürlichen Kulturgüter und Spezies aufgenommen, was zur Folge hatte, dass es illegal wurde, die Tiere zu jagen oder einzufangen.
Seit 1994 wurde der Bonin-Flughund auf der IUCN-Liste als „gefährdet“ geführt, wurde dann 2000 auf „vom Aussterben bedroht“ gestuft und erst 2017 wieder auf „stark gefährdet“ heruntergestuft. Als Hauptgrund der Gefährdung wird der relativ kleine Lebensraum gelistet (Bonin-Flughunde leben insgesamt auf weniger als 100 km² Waldfläche), welcher zudem einerseits weit verstreut liegt und andererseits im Schrumpfen begriffen ist. Erschwerend kommt hinzu, dass die männliche Population der Flughunde auf weniger als 250 Individuen geschätzt wird. 1997 waren Schätzungen zufolge auf der Insel Chichi-jima insgesamt 150 Individuen heimisch, wobei diese Zahl bis 2002 auf 65 bis 80 Tiere schrumpfte. Nicht nur wird deren Lebensraum durch landwirtschaftliche Unternehmungen stetig verkleinert, es besteht auch eine deutliche Gefahr der Bejagung durch verwilderte Katzen. Man vermutet zudem, dass der Arterhaltungskampf mit weiteren invasiven Spezies wie Ratten, Brillenvögel und Honigbienen seinen Tribut an den Flughunden fordert.
Es wurden Exemplare in Gefangenschaft gehalten, wie beispielsweise im Tama-Zoo in Tokio. Besagte Tiere starben jedoch 1998 und 1999 und es ist derzeit nicht klar, ob Programme zur Erhaltungszucht am Laufen sind.

## Namensgebung und Taxonomie
Bei der Erstbeschreibung 1829 vergab der britische Naturforscher George Tradescant Lay den Namen pselaphon an die Spezies. Dieses neulateinische Wort stammt aus dem Griechischen psēlaphan und bedeutet sinngemäß herumtasten. Lay argumentierte dies damit, dass der Flughund „die Angewohnheit, seine Umgebung tagsüber mehr zu erfühlen als zu sehen“ habe.
In der artenreichen Gattung Pteropus werden mehrere Artengruppen anhand morphologischer Kriterien unterschieden. Darunter wurde der Bonin-Flughund traditionell als die Leitspezies der pselaphon-Gruppe gesehen, welche unter anderem noch folgende Arten umfasst:
- Vanikoro-Flughund (Pteropus tuberculatus)
- Neukaledonien-Flughund (Pteropus vetulus)
- Pteropus pelagicus (Chuuk-Flughund bzw. Mortlock-Flughund)
- Tonga-Flughund oder pazifischer Flughund (Pteropus tonganus)
- Temotu-Flughund (Pteropus nitendiensis)
- Weichhaar-Flughund (Pteropus pilosus), ausgestorben
- Guam-Flughund (Pteropus tokudae), ausgestorben

Unter neueren Aspekten in Hinblick auf phylogenetische Untersuchungen ist die Art jedoch eher in die vampyrus-Gruppe einzuordnen und würde sich somit zu folgenden Spezies hinzugesellen:
- Ryukyu-Flughund (Pteropus dasymallus)
- Goldmantel-Flughund (Pteropus pumilus)
- Rodrigues-Flughund (Pteropus rodricensis)
- Kalong (Pteropus vampyrus)
- Indischer Riesenflughund (Pteropus giganteus)
- Hinterindischer Flughund oder Lyle-Flughund (Pteropus lylei)
- Aldabra-Flughund (Pteropus aldabrensis)
- Roter Flughund (Pteropus rufus)
- Seychellen-Flughund (Pteropus seychellensis)
- Maskarenen-Flughund oder Mauritius-Flughund (Pteropus niger)

## Ernährung
Bonin-Flughunde ernähren sich herbivor. Bevorzugt werden die Früchte der Manilkara und der Schraubenbäume, darunter auch die von Pandanus odorifer und Pandanus tectorius. Bei der Nahrungsaufnahme wird primär nur der Saft aus der Frucht gesaugt und der übrige Rest oftmals verschmäht. Agave americana steht ebenfalls auf dem Speiseplan. Aufgrund von Untersuchungen des Guano weiß man, dass ebenfalls Streifenfarne verzehrt werden. Weitere Pflanzen, die konsumiert werden, umfassen Annona muricata, Annona squamosa, Bananen (Früchte, Blätter und Blüten), Blüten vom Baum der Reisenden, der Baum-Strelitzie sowie von Melaleuca glauca und Melaleuca leucadendra, Früchte von Hylocereus undatus, der echten Guave und dem Katappenbaum, Früchte und Blüten des Javaapfels, sowie von Litschis, echten Limetten, Meyer-Zitronen, Pomelos, Grapefruits, Amanatsus, Orangen, Tangerinen, Mangos, echten Feigen und Maulbeeren.

## Fortpflanzung und Verhalten
Bei der Futtersuche bewegen sich die Tiere langsam durch die Baumwipfel. Im heißen Sommer rasten die Tiere lieber einzeln als in größeren Gruppen. Hingegen versammeln sie sich im Winter untertags zu kugelförmigen Kolonien, um Körperwärme zu bewahren. Dabei können einzelne Kolonien bis auf 100 Tiere anwachsen.
Bonin-Flughunde sind nicht besonders scheu vor dem Menschen. Es sind Berichte bekannt, bei dem unter männlichen Individuen homosexuelles Verhalten beobachtet werden konnte, im Speziellen Fellatio bei anderen Männchen. Dies resultiert vielmehr aus dem Verhaltensmuster der sozialen Körperpflege und ein Erklärungsversuch ist, dass dies bei der Koloniebildung für mehr Akzeptanz unter Männchen sorgt, welche sich ansonsten im Paarungskampf eher gegenseitig zu verdrängen versuchen würden.
Die Fortpflanzung geschieht primär in den Winterkolonien, wo in manchen Fällen am Tag bis zu 27 Kopulationsvorgänge pro Kolonie mit größeren Anteilen von Weibchen beobachtet werden konnten. Beim Geschlechtsakt kreischen die Flughunde laut und die Männchen lecken mit ihrer langen Zunge die Geschlechtsteile des Weibchens. Man mutmaßt, dass sich die Art ganzjährig fortpflanzen kann. Der Embryo reift danach für 5 bis 7 Monate, bevor das Weibchen ein einzelnes Jungtier wirft. Die meisten Jungtiere werden im August beobachtet, wenngleich man sie auch im Februar, März, April und im Dezember zu sehen bekommt.

## Weiterführende Literatur
- Tim Flannery: Mammals of the South-West Pacific & Moluccan Islands. Reed Books, Chatswood 1995, 464 pp., ISBN 0-7301-0417-6.